# Duccio Giordano
Duccio Giordano (Napoli, 4 giugno 1974) è un attore italiano.

## Biografia
Laureato in Scienze politiche, si è inoltre diplomato al Centro sperimentale di cinematografia e alla New York Film Academy. Debutta in teatro nel 1993, per poi intraprendere la carriera anche in campo cinematografico e televisivo. Nel 2012 scrive e dirige il cortometraggio Svegliati, di cui è protagonista con Anita Kravos, prodotto da Gianfrancesco Lazotti.

## Carriera

### Teatro
- Rashomon, regia di U. Serra (1993)
- Decameron, regia di U. Serra (1993)
- La morte di Nerone, regia di U. Serra (1994)
- Clerks, regia di Andrea Bezziccheri (2000)

### Cinema
- Il verificatore, regia di Stefano Incerti (1995)
- I buchi neri, regia di Pappi Corsicato (1995)
- Rose e pistole, regia di Carla Apuzzo (1998)
- Besame mucho, regia di Maurizio Ponzi (1999) - Ruolo Tonino
- Pepe Carvalho - Il centravanti è stato assassinato verso sera, regia di Franco Giraldi (1999) - Ruolo: Pedro Rabal
- La carbonara, regia di Luigi Magni (2000) - Ruolo: Filippo
- Fortezza Bastiani, regia di Michele Mellara e Alessandro Rossi (2002) - Ruolo: Rubin
- N'gopp - Lasciatemi sognare, regia di Pablo Dammicco (2002) - Ruolo: Carlo
- Ricordati di me, regia di Gabriele Muccino (2003)
- Fly Light, regia di Roberto Lippolis (2009) - Ruolo: Emanuele
- Euclide era un bugiardo, opera prima di Viviana Di Russo (2009)

### Televisione
- Addio e ritorno, regia di Rodolfo Roberti - TV (1995)
- Positano, regia di Vittorio Sindoni - Miniserie TV (1996)
- Angelo il custode, regia di Gianfrancesco Lazotti - Miniserie TV (2001)
- Non lasciamoci più 2, regia di Vittorio Sindoni - Miniserie TV (2001)
- Una donna per amico 3, regia di Alberto Manni e Marcantonio Graffeo - Serie TV (2001)
- Valeria medico legale 2, regia di Gianfrancesco Lazotti - Miniserie TV - Episodio: Bentornata Valeria (2002)
- Don Matteo 3 - Serie TV - Episodio: L'incarico, regia di Andrea Barzini (2002) - Ruolo: Laurenzi
- Cinecittà, regia di Alberto Manni - Serie TV (2003)
- Incantesimo 7-8, regia di Alessandro Cane - Soap opera (2004) - Ruolo: Paolo Corradi
- Un posto al sole, regia di vari - Soap opera (2005) - Ruolo: Massimo Renna
- La nuova squadra, registi vari - Serie TV (2008) - Ruolo: Luigi Profeta
- R.I.S. Roma - Delitti imperfetti, regia di Fabio Tagliavia - serie TV, episodi 1x10, 1x13 e 1x14 (2010)
- Le indagini di Lolita Lobosco, regia di Luca Miniero - serie TV, episodio 1x04 (2021)

### Cortometraggi
- Non può piovere per sempre, regia di Alfio D'Agata (2003)
- Io non esisto, regia di Lorenzo Sportiello (2007)